# 米尔内农村居民点 (克列特尼亚区)
米尔内农村居民点（俄语：Мирнинское сельское поселение）是俄罗斯联邦布良斯克州克列特尼亚区所属的一个农村居民点。其下辖有24个居民点，行政中心为米尔内。据2015年统计，该农村居民点的人口为1978人。